# 扁爪

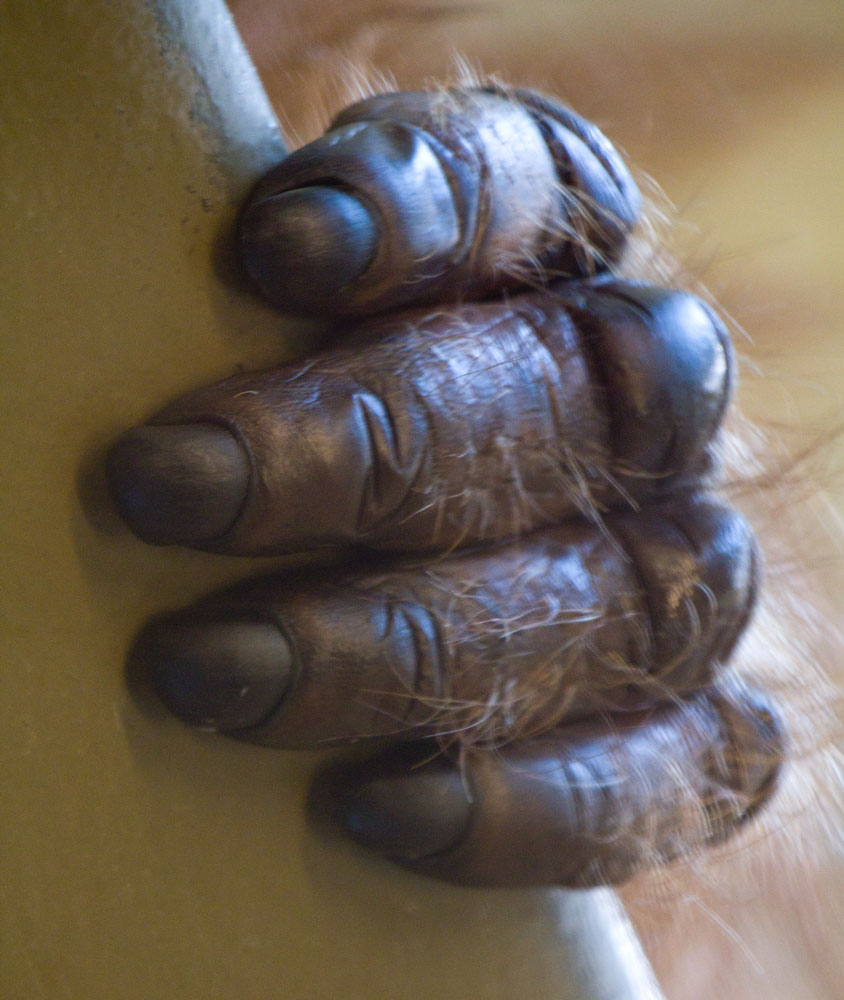
オランウータンの扁爪

扁爪（ひらづめ）は平爪とも呼ばれる、扁平な板状で左右にあまり湾曲しない爪のこと。哺乳類の爪の構造の一つで霊長類にみられ、ヒトの爪も平爪である。
英語でネイル「nail」というのは普通はこの扁爪のことで、肉食の哺乳類、爬虫類、鳥類などに見られる鉤爪は「claw」、有蹄類に見られる蹄は「hoof」と言う。一方でカモなどの鳥類の平たいくちばしの先端部分が「nail」（英語版）と呼ばれることもある。

## 構造
鉤爪より薄く、根元から先まではあまり曲がっていない。左右の側が下に湾曲しているが、鉤爪のような二つ折り状態からはほど遠い。指の先端からさほど突き出さず、あまり伸びると折れやすくなる。

## 役割
指先の保護が主な役割であるが、えぐったり掻いたり、さしたり削ったりする役割も担っている。
またサルや人間に特徴的な、指先で他物を操作する（つまむ、握る）動作の際に、接触の圧によって指先の肉が指先方向にずれるのを防ぎ、操作の精度を高めるのに役立っている。